# شوزم شفاينفورتي
شوزم شفاينفورتي (الاسم العلمي:Psiadia schweinfurthii) هو نوع غير مؤكد من النباتات يتبع جنس الشوزم من الفصيلة النجمية.